# Černé jezírko (okres Ústí nad Orlicí)
Černé jezírko je malé jezírko v okrese Ústí nad Orlicí v Pardubickém kraji v České republice. Nachází se na jižním svahu kopce Chlum ve vzdálenosti 0,6 km severovýchodně od hradu Litice nad obcí Litice nad Orlicí. Jezírko se nachází v mokřadu, který vznikl po zatopení lomu.

## Flóra
V mokřadu roste rdest maličký.